# VK Smíchov
VK Smíchov je pražský veslařský oddíl. Nachází se na levém břehu Vltavy na Smíchově na Praze 5. Oficiálně byl veslařský oddíl Smíchov založen na svatého Václava 28. října roku 1927. Počáteční roky byly velmi skromné a lodní park čítal méně než 5 lodí.

## Historie
První loděnice byla nízká jednopodlažní dřevěná budova postavena na letním cvičišti. Od Vltavy byla vzdálena okolo 400 m. U příležitosti Všesokolského sletu postavila Československá obec sokolská na svém pozemku proti Žlutým lázním loděnici. V roce 1933 se podařilo oddílu získat podnájem v již zmiňované loděnici ČOS. Budova (vyřazená šatna ze Strahova) byla dřevěná stavba umístěna na betonových sloupech.
Od roku 1950 po zrušení Sokolu a následném svěření sokolských jednotek pod velké průmyslové podniky, byl oddíl přejmenován na TJ Tatra Smíchov.
Výrazněji se Smíchov sportovně představil v roce 1953. První mistrovský titul získaly v roce 1954 dorostenky. Od roku 1956 se závodníci Tatry začali nominovat do národní reprezentace.
V roce 1969 byla zahájena stavba demontovatelného hangáru na lodě. V roce 1973 byla zahájena přestavba loděnice, která až na malé změny přetrvala dodnes.
Méně radostnou částí dějin loděnice byl požár který propukl v roce 1984. Oheň se však nerozšířil na lodní park. Po roce 1989 změnil oddíl opět své jméno na SK Smíchov. Polistopadové roky oddílu byly poměrně sportovně úspěšné. Závodnice i závodníci získali cenné umístění na domácích i zahraničních soutěžích. Na podzim roku 2001 se klub osamostatnil a změnil jméno na VK Smíchov.